# Кер (племя)
Кер (Kér) — одно из семи племён венгров, входившее в древневенгерскую конфедерацию племён эпохи «Завоевания родины на Дунае». Племя Кер упоминается Константином Багрянородным в его труде «Об управлении империей». Кер сопоставляется с башкирскими племенем Юрми.
Этимология этнонима кер — неясна. В венгерском термин Kér — дословно это глаголы 'будет, спросить'.